# Victorino Alonso
Victorino Alonso García (La Vid de Gordón, León, 26 de agosto de 1952) es un empresario español, dedicado principalmente a la industria de la minería del carbón. El Grupo Alonso poseía hasta su liquidación las sociedades Unión Minera del Norte y Coto Minero Cantábrico, las dos principales empresas españolas del sector, que sumaban más de 4 000 000 de toneladas de carbón, lo que suponía el 40 % de la producción nacional, y una plantilla de unos 2000 trabajadores en las provincias de León, Palencia y Asturias.

## Biografía

### Orígenes
Nacido en una familia de empresarios mineros, Alonso estudió en la Escuela de Minas de Oviedo la carrera de Ingeniería de minas, y posteriormente se empleó en las explotaciones familiares.

### Actividad empresarial
Con la llegada de la crisis del sector de los años 1980, Alonso comenzó la expansión de su grupo empresarial adquiriendo explotaciones en quiebra. Así, adquirió en un primer momento dos de las empresas mineras más importantes de El Bierzo: Victoriano González y Antracitas de Gaiztarro. En 1994 compró Minero Siderúrgica de Ponferrada (MSP), la mayor compañía privada de explotaciones carboníferas del país, que se encontraba en quiebra y en poder de Caja España. Esta operación fue investigada por la Unidad Especial de Vigilancia y Represión del Fraude Fiscal de Castilla y León, que intentó determinar la procedencia de los 2000 millones de pesetas que Alonso —que previamente se había declarado insolvente— había depositado para la compra. La investigación topó con un complejo entramado de empresas en las que figuraban como administradores tanto Alonso como dos de sus testaferros, y el empresario manifestó en su declaración ante el Tribunal Superior de Justicia de Castilla y León que desconocía la procedencia del dinero.
En 1997 se hace con Antracitas de Fabero y en 2000 hace lo propio con Coto Minero del Sil.
En Asturias, Alonso ostenta el control de buena parte de las minas del principado, solo por detrás de la empresa pública HUNOSA, tras hacerse en un principio con el grupo Tormaleo, el Coto Minero del Narcea y Antracitas de Tineo, sumando un total de 540 empleados.
A través de su empresa Unión Minera del Norte (UMINSA), Alonso se hizo con la práctica totalidad de la cuenca minera palentina. En 1998 adquirió Hullas de Barruelo, y en septiembre de 1999, la Junta de Castilla y León autorizó la absorción por parte de UMINSA de todas las empresas del sector que quedaban en la cuenca palentina: Antracitas de Velilla, en Velilla del Río Carrión, Antracitas del Norte en Aviñante y Velilla de Tarilonte, Sociedad Minera San Luis de Guardo, Antracitas de San Claudio (que unos meses antes había cerrado su última mina subterránea) de Castrejón de la Peña y Antracitas de Montebismo en La Pernía. Solo San Isidro, con una pequeña explotación en Velilla del Río Carrión, quedó fuera del dominio del grupo de Victorino Alonso. En 2010, Alonso había cerrado todas estas explotaciones, manteniendo únicamente abierto el pozo «Las Cuevas» en Velilla del Río Carrión, y dos minas a cielo abierto en Guardo y Castrejón de la Peña.
En 2008, Minero Siderúrgica de Ponferrada absorbió Hullas del Coto Cortés, formando Coto Minero Cantábrico que es, tras UMINSA, la segunda compañía minera de España, con una producción de 1.400.000 toneladas de carbón.
Alonso también ocupa el cargo de Presidente de Carbunión, la Federación Nacional de Empresarios de Minas de Carbón, y la ramificación de sus empresas incluye sociedades dedicadas a la construcción, a los servicios industriales y a los medios audiovisuales. Así, es dueño de las sociedades mineras Ferpi Construcciones y Obras, Movexin S.L., Rosical S.A., Minercal S.A., Vencove S.A.(en concurso), TEN S.A. (para subcontratas); Tebsa S.A., Exconci S.A. (en concurso) , Roel Hispánica (transportes); Peninsular y Contratas (empresa concesionaria), Norfesa (áridos y productos de cemento.), ATP (logística de proyectos técnicos) y Televisión Local Gijón (que finalizó sus emisiones en mayo de 2009). Además, ha desarrollado empresas de fabricación de maquinaria, siendo las más importantes Macneny (en concurso), Promining y Mackina Westfalia. Otras empresas de su propiedad dedicadas a sectores varios son Talleres Alneba S.A., Industrial Cienfuegos S.A. (reparación de maquinaria, fabricación de neumáticos), Centuria (seguridad privada), Herramientas del Bierzo S.L. (suministros industriales) y Pérez Fojo S.L. (transportes, gasolineras e inversiones).

### Ingreso en prisión
En septiembre de 2023 fue condenado a cuatro años de prisión por un delito contra los recursos naturales y el medio ambiente, por la explotación sin licencia de una mina en Cabrillanes (León). El 18 de septiembre ingresó en la prisión de Soto del Real.

## Controversias
El nombre de Victorino Alonso ha venido habitualmente ligado a distintos delitos. En 1997, el Secretario de Estado de Industria, Nemesio Fernández Cuesta, informó en el Congreso de los Diputados de sus sospechas sobre las actividades económicas de Alonso, a quien acusó de no clarificar contablemente su grupo de empresas, además de calificar como incomprensible que «el grupo de empresas compuesto por catorce sociedades presentara el pasado año unas pérdidas de 246 millones de pesetas con unas ventas globales de 49 399 millones y unos recursos propios de 10 000 millones y que mantenga en fase expansiva el negocio».
Las explotaciones a cielo abierto son otra de las actividades industriales de Alonso que le han reportado importante animadversión, sobre todo entre el sector ecologista, debido a diversas explotaciones de estas características que lleva a cabo en Reservas de la Biosfera de la provincia de León. Estas actividades han sido denunciadas ante organismos internacionales.
Una de las actitudes más censuradas del Grupo Alonso es la de no pagar las nóminas de los obreros hasta no recibir las ayudas pactadas con la administración. En enero de 2010 el Consejo de Ministros autorizó la concesión a Unión Minera del Norte de 81,6 millones de euros, y a Coto Minero Cantábrico de 55,2 millones. No obstante, los sindicatos denunciaron que en el plazo de un año, el Grupo Alonso había dejado de pagar hasta en cinco ocasiones a sus empleados, como medida de presión hacia el Gobierno, de quien viene demandando más ayudas. Esta actitud fue considerada un chantaje por parte del secretario general del sindicato CCOO, Ignacio Fernández Toxo.
En septiembre de 2010, las cuencas leonesa y palentina comenzaron una serie de actos de protesta que incluyeron encierros en minas y marchas ante la negativa de las empresas de Alonso y Manuel Lamelas Viloria a abonar las nóminas de julio y agosto, alegando falta de liquidez de sus empresas. La situación se desbloqueó temporalmente cuando la Comisión Europea autorizó al Gobierno español a subvencionar a las compañías eléctricas que utilizasen carbón autóctono para su producción.
Precisamente en 2010, el Tribunal Supremo condenó a Alonso a pagar 14 millones de euros a Unión Fenosa, al ser encontrado su grupo culpable de fraude al haber suministrado carbón de baja calidad y cargado irregularmente los transportes para la central térmica de La Robla a principios de los años 1990.
En 2011, el movimiento de indignados del 15M organizó un encuentro de comisiones medioambientales en Sosas de Laciana (Villablino), con el objetivo de denunciar y divulgar las diversas explotaciones a cielo abierto realizadas por el grupo Alonso, así como la presunta represión a diversos colectivos de la zona por solicitar el cierre de estas explotaciones. El Tribunal de Justicia de la Unión Europea condenó las explotaciones a cielo abierto en la zona protegida del Alto Sil por considerar que vulneraban la legislación medioambiental comunitaria.
En septiembre de 2019 fue condenado a dos años y seis meses de prisión por explotar una mina sin licencia.
Durante la pandemia de enfermedad por coronavirus de 2020, fueron incautadas en una nave de su propiedad en Ponferrada unas 600 000 mascarillas protectoras que el gobierno venía solicitando para evitar contagios.
En septiembre de 2023 ingresó en la prisión de Soto del Real para cumplir cuatro años de condena por la explotación ilegal de la mina Nueva Julia (Cambrillanes, León).

### Devastación del yacimiento neolítico de la cueva de Chaves
En mayo de 2009, varios colectivos denunciaron a la empresa Fimbas de Victorino Alonso por la destrucción llevada a cabo en la Cueva de Chaves, en el parque natural de la Sierra y Cañones de Guara (Huesca), en 2008, uno de los dos yacimientos del Neolítico más importantes de la península ibérica, que albergaba restos arqueológicos únicos. En agosto de 2010, un juzgado autorizó al Gobierno de Aragón a retirar el vallado de la finca para dejar la cueva, ubicada en monte de utilidad pública, fuera de la propiedad. El 11 de noviembre de 2016, el titular del Juzgado de lo Penal número uno de Huesca condenó a Alonso a dos años y medio de cárcel y al pago de una indemnización de 25,5 millones de euros por la destrucción absoluta del referido yacimiento neolítico. Según la sentencia, Alonso vació el yacimiento en su totalidad, usando los sedimentos y restos arqueológicos para el rellenado de diques en un río adyacente. Además, valló la cueva, de titularidad pública, y la anexó a una finca suya colindante, colocando en su interior abrevaderos y pesebres para la alimentación de fauna salvaje que posteriormente cazaba con amigos del mundo empresarial en su finca privada.

### Investigación
En 1996, un informe llevado a cabo por la unidad de policía judicial de la Guardia Civil revelaba que, pese a ser declarado insolvente por varios juzgados, Alonso poseía y dirigía un complejo entramado societario de unas 30 empresas, con un valor real de cerca de 20 000 millones de pesetas, un capital social superior a los 2000 millones y un movimiento de dinero en suministros de unos 40 000 millones. Según este documento, en 1989, Alonso solamente era propietario de 40 acciones de Hullas de Barruelo, sin encontrar explicación para su descomunal incremento de patrimonio, hallando indicios de que podría estar cometiendo graves fraudes fiscales. El Ministerio de Industria informó posteriormente de que no iniciaría investigaciones sobre las presuntas irregularidades fiscales, tributarias y financieras que ponía de manifiesto el informe.